# Elinborg Lützen
Elinborg Lützen, född 26 juli 1919 i Klaksvík, död 22 november 1995, var den första och länge enda grafikern på Färöarna.
Lützen föddes år 1909 i Klaksvík som dotter till köpmannen Andrias Christian Lützen (1875–1944) och Hanne Joline Niclasen (1844–1957). Hon är det sjätte av syskonen. Systern Marianna Matras är också konstnär.
Som 18-åring flyttade Lützen till Köpenhamn för att utbilda sig på Tegne- og Kunstindustriskolen for Kvinder. Under åren där levde hon tillsammans med Sámal Joensen-Mikines och de gifte sig den 2 december 1944, men skilde sig 1952. Hon hade planerat att stanna i Danmark till 1940. Men när Andra världskriget brutit ut var det omöjligt för färingar i Danmark att ta sig till Färöarna. Under 1974–1981 bodde hon i Klaksvík. därefter flyttade hon till Tórshavn, där hon dog barnlös år 1995.
Som grafiker arbetade Lützen med linoleumsnitt. Hon fick år 1978 som första kvinna ta emot Løgtingets årliga hedersgåva. Hennes verk handlar ofta om nordisk mytologi, äventyr och mystik.